# Phygadeuon campoplegoides
Phygadeuon campoplegoides är en stekelart som beskrevs av Julius Theodor Christian Ratzeburg 1848. Phygadeuon campoplegoides ingår i släktet Phygadeuon och familjen brokparasitsteklar. Inga underarter finns listade i Catalogue of Life.